# Morten Aass
Morten Aass, född 1961, är en norsk direktör som varit verksam i svenska och norska medieföretag.
Aass är utbildad på Handelshøyskolen BI. Han ledde Wegelius TV i Norge 1993–1995. När Annie Wegelius år 1997 lämnade det företag hon skapat blev Aass chef för Wegelius TV i Sverige. Aass lämnade Wegelius TV i november 1999.
I juni 2002 utses Aass till chef för TVNorge. Han lämnade TV-kanalen år 2008. År 2009 blev han styrelseordförande för kommunikationsbyrån Dinamo.
Aass var vd för produktionsbolagsgruppen Northern Alliance Group som år 2011 bytte namn till Nice Entertainment Group.
I september 2013 köps Nice Entertainment Group av MTG. Nice slogs därefter ihop med MTG:s produktionsverksamhet MTG Studios under namnet Nice Entertainment Group. MTG:s Patrick Svensk blev vd för den sammanslagna Nice-gruppen medan Aass blev vice ordförande och vd för branded content/event. Svensk väljer dock att lämna företaget redan i maj 2014 varefter Aass utses till vd för Nice.
I december 2017 meddelas att Aass utsetts till vd för MTG Norge en position han hade fram till 2018 när han istället fick en rådgivande roll inom NENT-koncernen (som MTG nu bytt namn till).
I mars 2020 blev Aass direktör för outside broadcast-företaget NEP Groups norska verksamhet.